# Capri-Revolution
Capri-Revolution è un film del 2018 diretto e co-sceneggiato da Mario Martone.
È stato presentato in concorso alla 75ª Mostra internazionale d'arte cinematografica di Venezia.

## Trama
Nel 1914, alla vigilia della prima guerra mondiale, un gruppo di giovani artisti nordeuropei si stabilisce sull'isola di Capri fondandovi una comune. I giovani, nel tentativo di recuperare una primitiva semplicità praticano il nudismo, assumono un'alimentazione vegetariana e ricercano nuove forme espressive basate sul rapporto con la natura selvaggia. Lucia, una giovane guardiana di capre analfabeta viene attratta da questo singolare gruppo e inizia a spiarli, arrivando a uscire nottetempo di nascosto da sua madre, i suoi due fratelli e il padre seriamente ammalato ai polmoni.
Proprio per curare il padre di Lucia interviene il giovane medico Carlo, convinto socialista che, attratto dalla ribelle indole di Lucia, cerca di convincerla a studiare da infermiera, ma invano: la ragazza continua a osservare di nascosto la comune e stabilisce un contatto col pittore Seybu, leader carismatico del gruppo.
Alla morte del padre, Vincenzo e Antonio, i due fratelli di Lucia ne assumono l'autorità: consapevoli delle frequentazioni della sorella, i due tentano di sopprimerne gli istinti ribelli e di indirizzarla verso un buon matrimonio di convenienza con un ricco e anziano borghese del posto. La ragazza tuttavia continua a sfuggire ai loro comandi e si lega sempre più a Seybu, che la inizia alle pratiche del suo gruppo.
Nel corso di un pranzo organizzato per far conoscere Lucia al suo possibile futuro marito, la ragazza rifiuta di mangiare un capretto arrosto e insulta sdegnosamente l'uomo, attirandosi le ire dei fratelli. In seguito a questo episodio, la ragazza si unirà alla comune: andrà a vivere presso il loro campo, parteciperà ai loro riti e imparerà non solo a leggere, ma anche a parlare l'inglese.
Carlo, interessatosi alla sorte di Lucia, si reca a parlare con Seybu. I due hanno uno scontro ideologico in cui nessuno dei due prevale davvero sull'altro. Intanto Hermann, uno psicoterapeuta unitosi alla comune, contravviene alle regole plagiando la fragile Lillian e inducendola a uccidere un cervo nel corso di un rituale di iniziazione pagano. Seybu lo caccia, ma questo crea una spaccatura nel gruppo.
Successivamente Lucia rimane vittima di una colite ulcerosa: nonostante voglia soltanto le cure naturali di Seybu, questo si rende conto della gravità della malattia e la porta da Carlo, che la cura con dei farmaci e le prescrive riposo e proteine. Poco dopo, però, Lucia scappa dall'ambulatorio di Carlo e torna da Seybu perché la curi con le sue pratiche. La ragazza, effettivamente, si ristabilisce.
Tempo dopo tutti gli uomini di Capri vengono chiamati alle armi a causa dello scoppio della Guerra. Vincenzo e Antonio, i fratelli di Lucia, sono costretti ad arruolarsi: la giovane tenta di convincerli a non partire e a imbarcarsi clandestinamente per l'America. I due giovani, però, l'hanno ripudiata in seguito al suo abbandono, e rifiutano con acredine la sua offerta. Lucia corre allora da Carlo e, furiosa, gli rinfaccia di essere favorevole alla guerra senza però essersi arruolato: il giovane le rivela che in effetti partirà la settimana successiva come soldato volontario. Comprendendo il suo errore, Lucia lo bacia appassionatamente prima di dirgli addio.
La ragazza torna poi alla comune, rendendosi tuttavia conto che i loro ideali sono mutati a causa della guerra: gli artisti hanno abbandonato la vita selvaggia e ora cercano modi per far arrivare il loro messaggio pacifista a quante più persone possibile. Delusa e disperata, Lucia scopre di non appartenere più a nessun gruppo.
Lucia si reca a trovare sua madre, ormai rimasta sola e abbandonata, e le chiede perdono per non essere stata una buona figlia, puntualizzando tuttavia di sentire il bisogno di essere totalmente libera e indipendente. La madre le rivela di averlo sempre saputo e di aver in realtà segretamente approvato le sue fughe, poiché tramite esse si sentiva a sua volta libera. Lucia si allontana da Capri su una nave, mentre Seybu, rendendosi conto che gli equilibri si sono ormai infranti, urla contro il mare che circonda Capri.

## Produzione
Il regista ha preso l'ispirazione per il film dalla vicenda storica della comune realizzata a Capri del pittore tedesco Karl Wilhelm Diefenbach, dopo averne casualmente scoperto le opere esposte alla Certosa di San Giacomo. Il titolo originario del film era Capri-Batterie, ispirato all'omonima opera d'arte concettuale di Joseph Beuys, che è stata anche una delle fonti di ispirazione della pellicola, per via della sua "idea dell'arte non come ricerca estetica ma come il tentativo [...] di trovare un diverso modo di creare una relazione tra le persone". Così come nel precedente Il giovane favoloso, Martone si è occupato della sceneggiatura assieme alla moglie Ippolita Di Majo.
Le riprese del film sono cominciate il 24 agosto 2017 a San Mauro Cilento, in Campania, e si sono tenute anche all'isola di Capri, a Gaeta, a Camerota, nel borgo medievale di San Severino e in varie località cilentane.

## Distribuzione
Il film è stato presentato in anteprima alla 75ª Mostra internazionale d'arte cinematografica di Venezia il 6 settembre 2018.
È stato distribuito nelle sale cinematografiche italiane da 01 Distribution, a partire dal 20 dicembre 2018.

## Accoglienza

### Incassi
Nel suo fine settimana d'esordio, il film ha incassato 166.000 euro al botteghino italiano.

## Riconoscimenti
- 2019 - David di Donatello[12]
  - Miglior musicista a Apparat e Philipp Thimm
  - Miglior costumista a Ursula Patzak
  - Candidatura per la miglior regista a Mario Martone
  - Candidatura per la migliore attrice protagonista a Marianna Fontana
  - Candidatura per la migliore attrice non protagonista a Donatella Finocchiaro
  - Candidatura per il migliore autore della fotografia a Michele D'Attanasio
  - Candidatura per il migliore canzone originale  (Araceae) a Apparat e Philipp Thimm, Simon Brambell
  - Candidatura per il miglior scenografo a Giancarlo Muselli
  - Candidatura per il miglior truccatore a Alessandro D'Anna
  - Candidatura per il miglior acconciatore a Gaetano Panico
  - Candidatura per il miglior montatore a Jacopo Quadri, Natalie Cristiani
  - Candidatura per il miglior suono a Alessandro Zanon, Alessandro Palmerini, Alessandro Piazzese, Marta Billingsley, Stefano Grosso, Marzia Cordò, Giancarlo Rutigliano, Paolo Segat
  - Candidatura per il migliori effetti speciali visivi a Sara Paesani, Rodolfo Migliari
- 2018 - Mostra internazionale d'arte cinematografica di Venezia[9][13][14][15]
  - Premio SIAE
  - Premio Francesco Pasinetti al miglior film
  - Premio Arca Cinemagiovani al miglior film italiano a Venezia
  - Premio Soundtrack Stars[16]
  - Premio Sfera 1932
  - Premio La pellicola d'oro alla miglior sarta di scena a Katia Schweiggl
  - Premio Lizzani
- Ciak d'oro
  - 2019 - Miglior regista a Mario Martone[17]
  - 2019 - Migliore attrice protagonista a Marianna Fontana[17]